# Hraniční přechod Petrovice–Lückendorf
Hraniční přechod Petrovice–Lückendorf (německy Grenzübergang Lückendorf–Petrovice) je bývalý silniční hraniční přechod, který se nachází na česko-německé státní hranici na hraničním úseku I/11 – I/12 mezi českou obcí Petrovice (okres Liberec, Liberecký kraj) a německou vesnicí Lückendorf (místní část obce Oybin, zemský okres Zhořelec, spolková země Sasko). Přechod leží v nadmořské výšce 400 m n. m. na silnici II/270; za hranicí pokračuje německá silnice S132. Před zrušením byl určen pro motoristy, cyklisty a pěší.
Hraniční přechod byl zrušen při vstupu České republiky do schengenského prostoru v roce 2007. V případě dočasného znovuzavedení ochrany vnitřních hranic je provoz na hraničním přechodu upraven Sdělením Ministerstva vnitra č. 395/2021 Sb.

## Další informace
Hraniční přechod se nachází na staré obchodní stezce z Čech do Žitavy; o dávném používání této stezky svědčí nález staré antické mince s obrazem císaře Galliena z roku 258 poblíž Petrovic.